# Chwaliszów
Chwaliszów is een plaats in het Poolse district  Wałbrzyski, woiwodschap Neder-Silezië. De plaats maakt deel uit van de gemeente Stare Bogaczowice en telt 427 inwoners.